# Frank L. Hagaman
Frank Leslie Hagaman (* 1. Juni 1894 in Bushnell, Illinois; † 23. Juni 1966 in Kansas City, Kansas) war ein US-amerikanischer Politiker und von 1950 bis 1951 der 31. Gouverneur des Bundesstaates Kansas.

## Frühe Jahre
Schon früh kam Frank Hagaman mit seiner Familie nach Kansas. Dort besuchte er die Rosedale High School und die University of Kansas. Später studierte er an der George Washington University in Washington, D.C. Jura. Im Jahr 1921 machte er sein juristisches Examen. Während des Ersten Weltkrieges diente er in einer Einheit aus Kansas und wurde dabei schwer verwundet. Nach dem Ende des Krieges und seiner Zulassung als Rechtsanwalt begann er im Wyandotte County eine juristische Karriere.

## Politische Laufbahn
Hagamans politischer Aufstieg begann im Jahr 1935 mit seiner Wahl in das Repräsentantenhaus von Kansas. In diesem Gremium sollte er zehn Jahre lang verbleiben. Zwischen 1945 und 1949 saß er im Staatssenat. Bei den Wahlen des Jahres 1948 war er als Kandidat der Republikanischen Partei zum Vizegouverneur (Lieutenant Governor) von Kansas gewählt worden. Dieses Amt übte er bis zum 28. November 1950 aus. An diesem Tag trat der amtierende Gouverneur Frank Carlson zurück, weil er seinen Sitz im US-Senat einnehmen wollte. Hagamans Aufgabe war es, die verbleibende Amtszeit des zurückgetretenen Gouverneurs zu beenden. Das waren gerade einmal 41 Tage. In dieser Zeit hat Hagaman keine politischen Akzente gesetzt. Er hat vielmehr nur das Amt verwaltet, bis er es im Januar 1951 an den gewählten Gouverneur Edward F. Arn übergeben konnte. Die einzige politische Aufgabe, die er bewältigen musste, war die Verabschiedung des Haushaltsplans. In dieser Zeit hat er mit Arn, gegen den er bei den Wahlen des Jahres 1950 in den Vorwahlen der Partei unterlegen war, zusammengearbeitet.

## Weiterer Lebenslauf
Nach seinem Ausscheiden aus dem Amt des Gouverneurs am 8. Januar 1951 zog sich Hagaman aus dem politischen Leben zurück. Er widmete sich wieder seiner Anwaltstätigkeit. In dieser Eigenschaft verhandelte er Fälle vor Gerichten in Kansas, Missouri und sogar vor dem Obersten Bundesgericht. Frank Hagaman starb im Juni 1966 und wurde in Denver beigesetzt.